# مزققة جذابة
مزققة جذابة (الاسم العلمي:Ascobolus amoenus) هي نوع من الفطريات تتبع جنس المزققة من الفصيلة المزققية.